# Patricio Jiménez
Patricio Jiménez (Salta, 13 de septiembre de 1943 - Salta, 22 de noviembre de 2009) fue un autor, cantor y compositor de música argentino, integrante del Dúo Salteño, considerado una de las formaciones artísticas más prestigiosas del folclore argentino.

## Carrera musical
En 1967 funda con el músico  Néstor "Chacho" Echenique el conjunto folclórico Dúo Salteño, bajo la dirección musical del compositor Gustavo "Cuchi" Leguizamón. El dúo se formó con una formación básica: dos voces, y dos guitarras al iniciarse.Luego los acompañaron prestigiosos guitarristas , armonías elaboradas, una novedad absoluta para la época en términos armónicos.
Luego de un paso exitoso por el Festival de Cosquín en 1969, donde obtuvieron la aprobación de la crítica y del público, la popularidad del dúo creció rápidamente. El contrapunto que producían sus voces muy distintas creó una armonía musical que sería una característica del grupo, lo que a posteriori sería una inspiración para muchos conjuntos.
Es en esta época cuando el dúo comienza a formar parte del Movimiento del Nuevo Cancionero, influenciados por artistas como Mercedes Sosa, Atahualpa Yupanqui y Manuel J. Castilla, interpretando canciones audaces y con fuerte compromiso social.
En 1990 la dupla recibió de la Unesco un reconocimiento mediante el Premio Tierra para el Desarrollo Cultural, siendo nombrados "Socios de Honor" por la misma entidad.
El dúo se separó de manera transitoria en 1992, luego de editar 8 discos, a los que luego se agregarían 2 más.
Jiménez, "dueño de una voz oscura, pronunciación precisa y gusto exquisito para los tiempos lentos de la zamba", participó a lo largo de su carrera de diversos conjuntos: el Quinteto Sombras, Los Cumpas y Los Cuatro de Salta, además de ofrecer numerosas presentaciones como solista en distintos escenarios de la Argentina.
Luego de varios años de ausencia, Jiménez retornó al Dúo Salteño en 2005, cuando el grupo resurgió con fuerza con una serie de proyectos y conciertos en diversas ciudades.
El 20 de noviembre de 2009, el Dúo Salteño fue reconocido por la Legislatura porteña como Personalidades Destacadas de la Cultura; sin embargo, Jiménez no pudo asistir al acto, por encontrarse ya en grave estado de salud.
Falleció el 22 de noviembre de 2009, a los 66 años, en la ciudad de Salta, tras haber sufrido dos accidentes cerebrovasculares un mes antes.